# البطولات الأسترالية 1936 (كرة مضرب)
هنا قائمة بالبطولات الأسترالية لكرة المضرب, المعروفة الآن باسم أستراليا المفتوحة لسنة 1936:

## الكبار

### فردي رجال
أدريان كويست هزم  جاك كروافورد 6-2 6-3 4-6 3-6 9-7

### فردي سيدات
جون هارتيغان هزم  نانسي واين بولتون 6-4, 6-4